# Рыцарь, смерть и дьявол
«Ры́царь, смерть и дья́вол» (нем. Ritter, Tod und Teufel) — резцовая гравюра на меди, созданная выдающимся художником Северного Возрождения Альбрехтом Дюрером в 1513 году. Как и гравюра «Меланхолия», это одно из наиболее таинственных произведений Дюрера, которое выделяется сложностью иконографии, неоднозначностью символов и аллегорий.
Это первая из трёх так называемых «Мастерских гравюр» (нем. Meisterstiche) Альбрехта Дюрера: «Рыцарь, смерть и дьявол», «Святой Иероним в келье», «Меланхолия I». Гравюра создана в Нюрнберге после второй поездки художника в Италию в 1505—1506 годах, в период зрелости индивидуального стиля, наивысшего мастерства и устремления к философскому осмыслению действительности. Её размеры совсем невелики: 24,5 × 19,1 см.

## Иконография композиции
В «мастерских гравюрах» Дюрер выступает как художник-мыслитель, как широко образованный человек, опирающийся на трактаты писателей-гуманистов, учения философов и естествоиспытателей своего времени. В основе сюжета — трактат Эразма Роттердамского «Оружие христианского воина» (лат. Enchiridion militis Christiani), опубликованный в 1503 году. Сам художник назвал свою композицию: «Всадник» (нем. Der Reuter).
В трактате Эразма Роттердамского излагается этическое учение «христианского воина», который не должен бояться трудностей на пути постижения веры, даже если на этом пути его будут подстерегать страшные призраки и искушения. На гравюре представлен облачённый в доспехи христианский рыцарь на тяжёлом боевом коне, в узком ущелье. Рыцарь, вероятно, олицетворяет добродетель истинного христианина. Собака, бегущая рядом, — символ верности либо истины и веры (лат. fides), мотив, часто используемым Дюрером. В нижней правой части композиции ящерица — алхимический символ рвения, устремлённости к вере. На пути всаднику встречается Смерть, она держит песочные часы, чтобы напомнить рыцарю о краткости его жизни. Дьявол следует по пятам, готовый воспользоваться каждой ошибкой. Это «призраки» Эразмова трактата. Но рыцарь не обращает на них никакого внимания. (лат.  Non est fas respicere) — «Нельзя оглядываться», сказано в трактате. «В суровости образа всадника, крупном размере фигур и фронтальности переднего плана подчёркнуты мерность, неумолимость движения и неколебимость рыцаря. В гравюре Дюрера замечательно отражен суровый дух германской Реформации. Путь рыцаря, вероятно, извилист, мы не видим дороги, на которой возможны и другие искушения, но вдали показан замок на холме — цель странствия. Таким образом, композиция этого произведения соотносится с актуальными для Средневековья темами духовного странствия и „Пути жизни“».
На гравюре внизу слева видна «табличка с ушками» (лат. Tabula ansata), на которой имеется монограмма художника и год создания гравюры: 1513. Перед датой: латинская буква «S», сокращение (лат.  Salus Anno — в год благодати). Рядом — череп, символ смерти. Австрийский историк искусства Мориц Таузинг предположил, что Дюрер создал гравюру «Рыцарь, смерть и дьявол» как часть цикла из четырёх композиций, каждая из которых иллюстрирует один из четырех темпераментов человека: флегматика, меланхолика, холерика и сангвиника. По версии Таузинга, данная гравюра была предназначена для представления сангвиника, отсюда буква «S», но возможна «игра слов».

Гравюру также можно рассматривать с учётом слов Псалма 22:4: 
Если я пойду и долиною смертной тени, не убоюсь зла, потому что Ты со мной; Твой жезл и Твой посох — они успокаивают меня
Классическую интерпретацию символического смысла всех трёх «мастерских гравюр» Дюрера осуществили выдающиеся иконологи Эрвин Панофский и Фриц Заксль.
Различные интерпретации гравюры Дюрера привёл российский учёный-германист и историк искусства М. Я. Либман.
В иных трактовках, частично согласующихся с первой, на гравюре изображен не рыцарь, а ландскнехт — «бандит с большой дороги», наёмник, попутно занимающийся грабежом и насилием, — фигура, типичная для того времени. Однако искушения и испытания должны вывести воина на истинный путь, привести к заветной цели. Хвост лисицы, обёрнутый поверх рыцарского копья был символом жадности, хитрости и предательства. Однако лисий хвост был также распространённой формой защитного амулета. В такой интерпретации Смерть и Дьявол — просто спутники рыцаря в его странствии.
Ещё одна интерпретация заключается в том, что рыцарь олицетворяет активную жизнь (лат.  vita activa), которая может привести к смерти в сражении с врагами. Поэтому возникает ассоциация с выражением «помни о смерти» (лат.  memento mori), но смерти достойной рыцаря.
Гравюрой Дюрера восхищался Мартин Лютер, и гравюра вполне могла быть задумана как дань уважения великому реформатору. Живописец Иоганн Петер Гемингер около 1590 года написал по гравюре Дюрера картину с таким же названием.

## Дальнейшие интерпретации
Философ Фридрих Ницше подарил оттиск гравюры Дюрера композитору Рихарду Вагнеру по случаю празднования Рождества на вилле Трибшен. Ф. Ницше ссылался на гравюру Дюрера при написании своего знаменитого трактата «Рождение трагедии из духа музыки» (Die Geburt der Tragödie aus dem Geiste der Musik, 1872). Произведение Дюрера немецкий философ рассматривал в качестве изображения «смелого будущего», а её героя — как «символ нашего существования».
После Первой мировой войны писатели Томас Манн и Эрнст Бертрам расценивали произведение Дюрера в качестве близкого предвидению Ницше о судьбе Германии и Европы. В иных интерпретациях: как продолжение учения Мартина Лютера, призванное с тем «чтобы усилить чувство решимости при отсутствии всякой надежды».
Идеологи нацистской партии Германии с 1920-х годов превозносили Дюрера как «самого немецкого из немецких художников». На митинге нацистов в 1927 году Альфред Розенберг сравнил собравшихся штурмовиков с воином из «Рыцаря, смерти и дьявола», воскликнув: «во всём, что вы делаете, помните о том, что для национал-социалистов имеет значение только одно: воззвать к миру, и даже если мир полон дьяволов, мы всё равно должны победить!». В 1933 году мэр Нюрнберга подарил Гитлеру оригинальный оттиск гравюры Дюрера и описал Гитлера как «рыцаря без страха и упрёка, который как вождь нового Германского Рейха в очередной раз приумножил славу старого имперского города Нюрнберга для всего мира».
В 1968 году аргентинское издательство «Galerna» опубликовало том из серии книг «Вариации на тему», посвящённый гравюре Дюрера.
Аргентинский писатель и поэт Хорхе Луис Борхес написал стихотворение под названием «Рыцарь, смерть и дьявол (I)», а позднее ещё одно стихотворение под названием «Рыцарь, смерть и дьявол (II)». В первом стихотворении он восхваляет храбрость рыцаря. Во втором сравнивает своё собственное состояние с переживаниями рыцаря: «Это меня, а не Рыцаря, увещевает старый бледный мужчина с головой, увенчанной извивающимися змеями».
В рассказе аргентинского писателя Марко Деневи «Собака в гравюре Дюрера „Рыцарь, смерть и дьявол“» говорится о том, что «все войны являются фрагментами одной войны, все войны составляют одну безымянную войну».
Гравюра Альбрехта Дюрера также упоминается в криминальной повести Фридриха Дюрренматта «Подозрение» («Der Verdacht», 1953), в которой главный герой Комиссар Берлах берёт на себя роль «рыцаря Дюрера».
В Санкт-Петербурге, в Александровском парке города Пушкина, возле Белой башни установлена бронзовая композиция, изображающая всех персонажей гравюры, включая и собаку, бегущую рядом.